# Ismael Borrero Molina

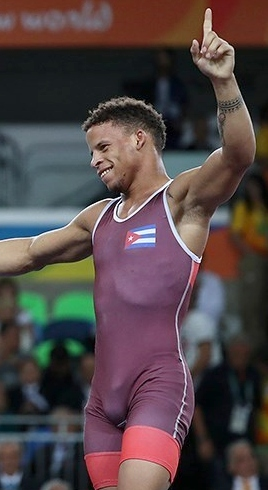
Ismael Borrero Molina 2016 in Rio

Ismael Borrero Molina (* 16. Januar 1992 in Santiago de Cuba) ist ein kubanischer Ringer. Er wurde 2015 Weltmeister im griechisch-römischen Stil in der Gewichtsklasse bis 59 kg Körpergewicht und gewann bei den Olympischen Spielen 2016 in Rio Gold.

## Werdegang
Ismael Borrero Molina betätigt sich seit seiner Grundschulzeit sportlich. Zunächst begann er mit Gewichtheben, wechselte aber bereits 2004 zum Ringen. Er konzentrierte sich dabei auf den griechisch-römischen Stil. Auf nationaler Ebene gewann er in den folgenden Jahren mehrere Meistertitel im Jugend- bzw. Juniorenbereich. Im Alter von 18 Jahren wurde er 2010 erstmals kubanischer Meister bei den Senioren. 2012 gewann er seine ersten internationalen Titel. Er wurde in Colorado Springs panamerikanischer Meister bei den Senioren und in Peten, Guatemala, auch panamerikanischer Meister bei den Junioren, jeweils in der Gewichtsklasse bis 60 kg Körpergewicht. An Junioren-Weltmeisterschaften konnte er in den Jahren 2010 bis 2012 nicht teilnehmen, weil Kuba zu diesen Meisterschaften keine Ringer entsandte.
Im April 2013 wurde er in Panama-Stadt wieder panamerikanischer Meister in der Gewichtsklasse bis 60 kg vor Diego Romanelli aus Brasilien. Im September 2013 startete er in Budapest erstmals bei der Weltmeisterschaft der Senioren. In der Gewichtsklasse bis 60 kg besiegte er dabei Stig Andre Berge aus Norwegen und Istvan Kozak aus Ungarn. In seinem nächsten Kampf verlor er aber gegen Kazuma Kuramoto aus Japan. Da dieser das Finale nicht erreichte, schied er aus und kam auf den 11. Platz.
2014 wurde Ismael Borrero Molina in San Jose, Puerto Rico, Sieger bei den Zentralamerikanischen- und karibischen Spielen und siegte im gleichen Jahr auch wieder bei der panamerikanischen Meisterschaft in Mexiko-Stadt in der Gewichtsklasse bis 59 kg Körpergewicht. Bei der Weltmeisterschaft 2014 in Taschkent stand er knapp vor seinem ersten Medaillengewinn einer so wichtigen Meisterschaft. Er besiegte in Taschkent in der gleichen Gewichtsklasse zunächst Yerbol Koniratow aus Kasachstan und Goderzi Dawitadse aus Georgien, verlor dann gegen den mehrfachen Weltmeister und Olympiasieger Hamid Soryan Reihanpour aus dem Iran. Danach siegte er in der Trostrunde über Taleh Mammadow aus Aserbaidschan und Haitham Mahmoud Fahmy aus Ägypten. Im entscheidenden Kampf um eine WM-Bronzemedaille unterlag er aber dann gegen Elmurat Tasmuradow aus Usbekistan und kam auf den 5. Platz.

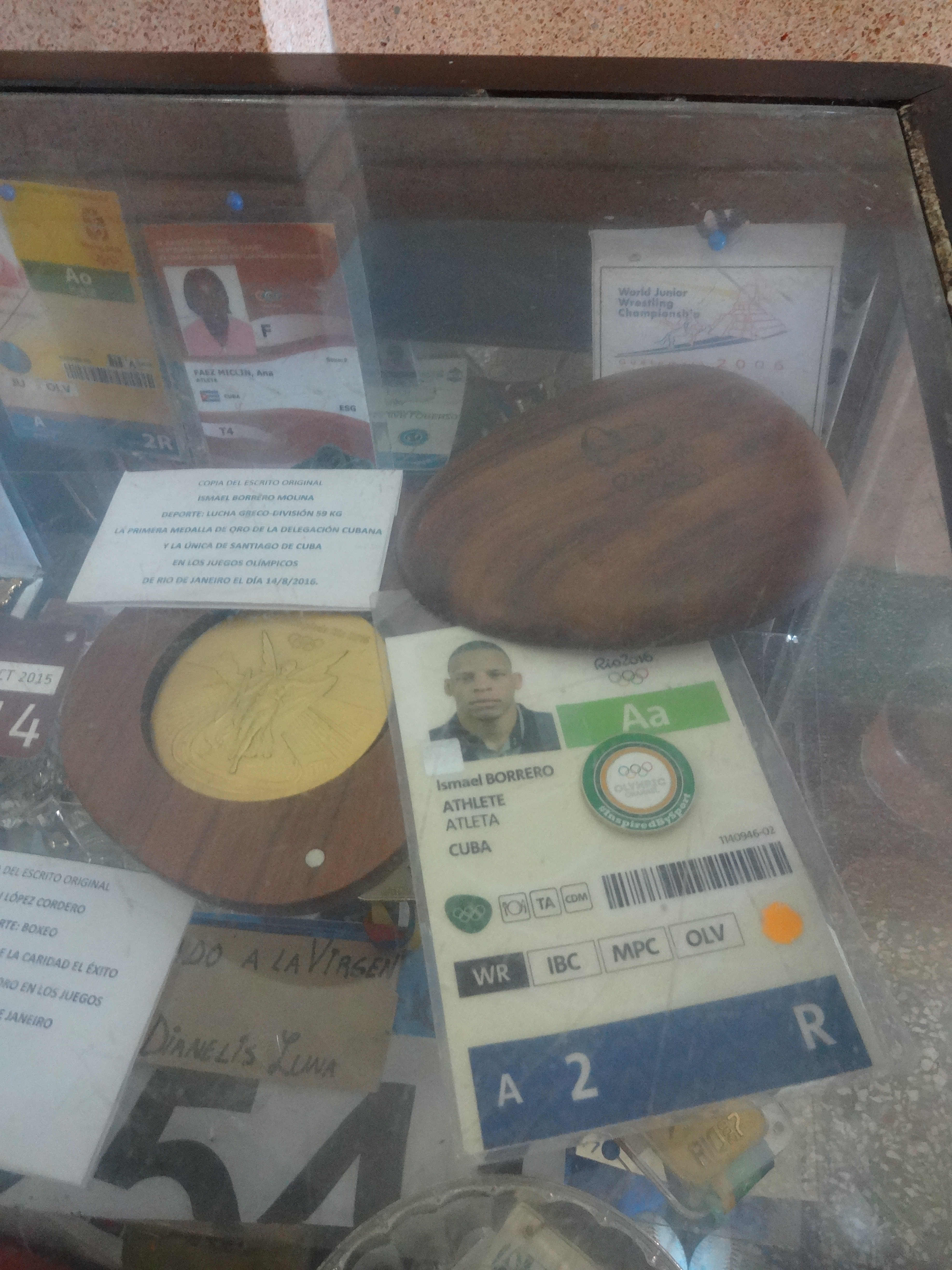
Borreros Goldmedaille von Rio als Votivgabe in der Virgen de la Caridad del Cobre

Bei den Panamerikanischen Spielen 2015 in Toronto enttäuschte er mit einem 7. Platz in der Gewichtsklasse bis 59 kg. Bei der Weltmeisterschaft dieses Jahres in Las Vegas gelang ihm dann aber in der gleichen Gewichtsklasse sein bisher größter Erfolg seiner Laufbahn. Er besiegte der Reihe nach Spenser Thomas Mango aus den Vereinigten Staaten, Deniz Menekse aus Deutschland, Soslan Daurow aus Weißrussland, Kim Seung-hak aus Südkorea, Almat Kebispajew aus Kasachstan und Rovshan Bayramov aus Aserbaidschan und wurde damit in überlegenem Stil Weltmeister.
2016 wurde Ismael Borrero Molina mit Siegen über Arsen Eralijew, Kirgisistan, Wang Lumin, China, Elmurat Tasmuradow, Usbekistan und Shinobu Ōta, Japan in Rio de Janeiro auch Olympiasieger in der Gewichtsklasse bis 59 kg Körpergewicht.
Nach einer Trainingspause 2017 konnte Ismael Borrero Molina das Gewicht von 59 kg nicht mehr bringen. Er musste ab 2018 in der Gewichtsklasse bis 67 kg Körpergewicht starten. Im Januar 2018 nahm er in dieser Gewichtsklasse beim "Takhti"-Cup in Mahshar, Iran, teil. Er konnte dort zwei Kämpfe gewinnen, verlor aber im Kampf um den 3. Platz gegen Mohammad Elyasi aus dem Iran und kam auf den 5. Platz. Im weiteren Verlauf des Jahres 2018 kam er immerhin zu Siegen bei der Zentralamerikanischen und karibischen Meisterschaft in Havanna, den Panamerikanischen Spielen in Lima und den Zentralamerikanischen und Karibischen Spielen in Barranquilla. Im Oktober 2018 nahm er an der Weltmeisterschaft in Budapest in der Gewichtsklasse bis 67 kg teil. Er gewann dort seinen ersten Kampf gegen Mirsobek Rachmatow aus Usbekistan, verlor aber seinen nächsten Kammpf gegen Meiirschan Schermachanbet aus Kasachstan. Da dieser das Finale nicht erreicht, schied er aus und kam nur auf den 16. Platz.
2019 wurde Ismael Borrero Molina in der Gewichtsklasse bis 67 kg zuerst in Buenos Aires panamerikanischer Meister und später in Lima auch Sieger bei den Panamerikanischen Spielen.
Im Mai 2022, als er sich in Mexiko zu den Panamerikanischen Spielen aufhielt, verließ er die kubanische Delegation.

## Internationale Erfolge
| Jahr | Platz | Wettbewerb                                                    | Gewichtsklasse | Ergebnisse |
| 2012 | 1.    | Panamerikanische Juniorenmeisterschaft in Peten, Guatemala    | bis 60 kg      | vor Ihomaylen Manon, Dominikanische Republik, Cody Brewer, USA und Alberto Mendieta, Nicaragua |
| 2012 | 1.    | Panamerikanische Meisterschaft in Colorado Springs            | bis 60 kg      | vor Andres Montano Arroyo, Ekuador, Joseph Betterman, USA und Jansel Ramirez, Dom. Rep. |
| 2013 | 1.    | Cerro Pelado Intern. in Havanna                               | bis 60 kg      | vor Maikel Anache Lamoth und Yosvani Pena, beide Kuba |
| 2013 | 1.    | Panamerikanische Meisterschaft in Panama-Stadt                | bis 60 kg      | vor Diego Romanelli, Brasilien, Francisco Encarcnacion, Dom. Rep. und James Johnson, USA |
| 2013 | 11.   | WM in Budapest                                                | bis 60 kg      | nach Siegen über Stig Andre Berge, Norwegen und Istvan Kozak, Ungarn und einer Niederlage gegen Kazuma Kuramota, Japan |
| 2014 | 1.    | Zentralamerik. und karibische Spiele in San Juan, Puerto Rico | bis 59 kg      | vor Jansel Ramirez, Ali Soto Macias, Mexiko und Jairo Medina, Venezuela |
| 2014 | 1.    | Panamerikanische Meisterschaft in Mexiko-Stadt                | bis 59 kg      | vor Jansel Ramirez, Spenser Thomas Mango, USA und Raiba Jose Rodriguez Oroczo, Venezuela |
| 2014 | 5.    | WM in Taschkent                                               | bis 59 kg      | nach Siegen über Yerbol Koniratow, Kasachstan und Goderzi Dawitadse, Georgien, einer Niederlage gegen Hamid Soryan Reihanpour, Iran, Siegen übger Taleh Mammadow, Aserbaidschan und Haitham Mahmoud Fahmy, Ägypten und einer Niederlage gegen Elmurat Tasmuradow, Usbekistan |
| 2014 | 1.    | Zentralamerik. und karibische Spiele in Veracruz, Mexiko      | bis 59 kg      | vor Jansel Ramirez, Ali Soto Macias und Jairo Luis Medina Garcia, Venezuela |
| 2015 | 3.    | Granma-Cup in Havanna                                         | bis 59 kg      | hinter Maikel Anache Lamoth und Javier Domenico, beide Kuba, gemeinsam mit Alexander Grebensikov, Deutschland |
| 2015 | 7.    | Panamerikanische Spiele in Toronto                            | bis 59 kg      | Sieger: Andres Montano Arroyo vor Ali Soto Macias |
| 2015 | 1.    | WM in Las Vegas                                               | bis 59 kg      | nach Siegen über Spenser Thomas Mango, Deniz Menekse, Deutschland, Soslan Daurow, Weißrussland, Kim Seung-hak, Südkorea, Almat Kebispajew, Kasachstan und Rovshan Bayramov, Aserbaidschan                                                                                    |
| 2016 | 1.    | OS in Rio de Janeiro                                          | bis 59 kg      | nach Siegen über Arsen Eralijew, Kirgisistan, Wang Lumin, China, Elmurat Tasmuradow, Usbekistan und Shinobu Ōta, Japan |
| 2018 | 5.    | "Takhti"-Cup in Mahshar                                       | bis 67 kg      | nach einem Sieg über Enes Basar, Türkei, einer Niederlage gegen Fewzi Mamutow, Ukraine, einem Sieg über Davide Cascavilla, Italien und einer Niederlage gegen Mohammad Elyasi, Iran                                                                                          |
| 2018 | 1.    | Cerro Pelado Intern. Havanna                                  | bis 67 kg      | vor Miguel Martinez Palacios, Kuba |
| 2018 | 1.    | Zentralamerikanische & Karibische Meisterschaft in Havanna    | bis 67 kg      | vor Luis Alfredo de Leon, Dominikanische Republik, Wuileicis Rivas Espinoza, Venezuela und Alberto Ramon Mendieta Fuentes, Nicaragua |
| 2018 | 1.    | Panamerikanische Meisterschaft in Lima                        | bis 67 kg      | vor Manuel Alejandro Lopez Salcedo, Mexiko, Mario Bernardo Molina Cortez, Peru und Joilson de Brito Ramos Junior, Brasilien |
| 2018 | 1.    | Zentralamerikanische & Karibische Spiele in Barranquilla      | bis 67 kg      | vor Manuel 'Alejandro Lopez Calcedo, Luis Alfredo de Leon und Juan Carlos Lopez Asprilla, Kolumbien |
| 2018 | 16.   | WM in Budapest                                                | bis 67 kg      | nach einem Sieg über Mirsobek Rachmatow, Usbekistan und einer Niederlage gegen Meiirschan Schermachanbet, Kasachstan |
| 2019 | 1.    | Cerro Pelado International in Havanna                         | bis 67 kg      | vor Yasin Ozay und Mamadassa Sylla, beide Frankreich und Cristian Damian Solenzal Lopez, Kuba |
| 2019 | 1.    | Panamerikanische Meisterschaft in Buenos Aires                | bis 67 kg      | nach Siegen über Jose Alejandro Varela Garcia, Guayana, Manuel Alejandro Lopez Calcero, Mexiko, Joilson De Brito Ramos Junior, Brasilien und Ellis Coleman, USA |
| 2019 | 1.    | Panamerikanische Spiele in Lima                               | bis 67 kg      | nach Siegen über Luis Alfredo de Leon, Dominikanische Republik, Ellis Coleman und Shalom Villegas Requena, Venezuela |
| 2019 | 1.    | WM in Nur-Sultan                                              | bis 67 kg      | nach Siegen über Frank Stäbler, Deutschland, Ryu Hansu, Südkorea, Mohamed Ibrahim Elsayed Ibrahi Elsayed, Ägypten und Artem Surkow, Russland |

Erläuterungen
- alle Wettbewerbe im griechisch-römischen Stil
- WM = Weltmeisterschaft
- OS = Olympische Spiele